# RKC Waalwijk
RKC Waalwijk, bildad 26 augusti 1940, är en nederländsk fotbollsklubb från Waalwijk. Hemmamatcherna spelas på Mandemakers Stadion. 
RKC Waalwijk spelar i Nederländska Eredivisie.

## Meriter
- Eerste Divisie (2): 1987/88, 2010/11

## Placering senaste säsonger
| Säsong  | Nivå | Liga           | Placering | Referens | Kommentar                      |
| ------- | ---- | -------------- | --------- | -------- | ------------------------------ |
| 2007/08 | 2    | Eerste Divisie | 2         | [ 1 ]    |                                |
| 2008/09 | 2    | Eerste Divisie | 2         | [ 2 ]    | Uppflyttad till Eredivisie     |
| 2009/10 | 1    | Eredivisie     | 18        | [ 3 ]    | Nedflyttad till Eerste Divisie |
| 2010/11 | 2    | Eerste Divisie | 1         | [ 4 ]    | Uppflyttad till Eredivisie     |
| 2011/12 | 1    | Eredivisie     | 9         | [ 5 ]    |                                |
| 2012/13 | 1    | Eredivisie     | 14        | [ 6 ]    |                                |
| 2013/14 | 1    | Eredivisie     | 16        | [ 7 ]    | Nedflyttad till Eerste Divisie |
| 2014/15 | 2    | Eerste Divisie | 20        | [ 8 ]    |                                |
| 2015/16 | 2    | Eerste Divisie | 18        | [ 9 ]    |                                |
| 2016/17 | 2    | Eerste Divisie | 10        | [ 10 ]   |                                |
| 2017/18 | 2    | Eerste Divisie | 18        | [ 11 ]   |                                |
| 2018/19 | 2    | Eerste Divisie | 8         | [ 12 ]   | Uppflyttad till Eredivisie     |
| 2019/20 | 1    | Eredivisie     | x         | [ 13 ]   | (Coronaviruspandemin)          |
| 2020/21 | 1    | Eredivisie     | 15        | [ 14 ]   |                                |
| 2021/22 | 1    | Eredivisie     | 10        | [ 15 ]   |                                |

## Spelartrupp
| 1  | Nederländerna | Etienne Vaessen | 26 juli 1995     | WSC Waalwijk (-15)       |
| 13 | Nederländerna | Mark Spenkelink | 27 januari 1997  | Lokomotivi Tbilisi (-22) |
| 21 | Nederländerna | Jeroen Houwen   | 18 februari 1996 | Vitesse (-23)            |
| 31 | Nederländerna | Joey Kesting    | 7 mars 2001      | Zwolle (-22)             |

| 2  | Nederländerna | Julian Lelieveld    | 24 november 1997  | De Graafschap (-22)    |
| 3  | Belgien       | Dario Van den Buijs | 12 september 1995 | Beerschot (-21)        |
| 4  | Belgien       | Shawn Adewoye       | 29 juni 2000      | Genk (-21)             |
| 5  | Belgien       | Thierry Lutonda     | 27 oktober 2000   | Anderlecht (-20)       |
| 22 | Israel        | Raz Meir            | 30 november 1996  | Maccabi Haifa (-23)    |
| 23 | Curaçao       | Juriën Gaari        | 23 december 1993  | Kozakken Boys (-18)    |
| 25 | Nederländerna | Jeffrey Bruma       | 13 november 1991  | Heerenveen (-23)       |
| 28 | Nederländerna | Aaron Meijers       | 28 oktober 1987   | Sparta Rotterdam (-23) |

| 6  | Marocko       | Yassin Oukili       | 3 januari 2001   | Vitesse (-21)         |
| 8  | Nederländerna | Patrick Vroegh      | 29 november 1999 | Vitesse (-22)         |
| 14 | Belgien       | Chris Lokesa        | 7 november 2004  | Anderlecht (-23)      |
| 15 | Nederländerna | Nouri El Harmazi    | 15 maj 2002      | Vitesse (-23)         |
| 24 | Curaçao       | Godfried Roemeratoe | 18 augusti 1999  | Hapoel Tel Aviv (-23) |
| 27 | Nederländerna | Reuven Niemeijer    | 27 mars 1995     | Brescia (-23)         |
| 30 | Frankrike     | Daouda Weidmann     | 4 maj 2003       | Torino (-23)          |
| 35 | Curaçao       | Kevin Felida        | 11 november 1999 | Den Bosch (-22)       |

| 7  | Nederländerna | Denilho Cleonise   | 8 december 2001   | Twente (-23)             |
| 9  | Nederländerna | David Min          | 23 juni 1999      | Fortuna Wormerveer (-18) |
| 10 | Serbien       | Filip Stevanović   | 25 september 2002 | Manchester City (-23)    |
| 11 | Belgien       | Zakaria Bakkali    | 26 januari 1996   | Anderlecht (-22)         |
| 19 | Nederländerna | Richonell Margaret | 7 september 2000  | TOP Oss (-23)            |
| 20 | Belgien       | Ilias Takidine     | 5 februari 2001   | Anderlecht (-23)         |
| 29 | Nederländerna | Michiel Kramer     | 3 december 1988   | ADO Den Haag (-21)       |

Not: Spelare i kursiv stil är inlånade.

### Utlånade spelare
| Nr | Land          | Pos | Namn                                            |
| -- | ------------- | --- | ----------------------------------------------- |
|    | Nederländerna | F   | Luuk Wouters (i FC Eindhoven till 30 juni 2024) |